# 原長賴
原長賴（1544年—1600年11月18日），日本戰國時代、安土桃山時代武將及大名。父親是織田家臣原賴房，原氏出自清和源氏土岐氏的分支，是源滿政一脈的後裔，世任美濃本巢郡花木城主。

## 經歷
原長賴和父親原賴房本為齋藤家臣，在織田信長出兵消滅齋藤氏時倒戈至織田家，成為織田家的部將。1575年，織田家在攻滅越前朝倉家後，當地一揆與加賀一向宗聯手生變，原長賴受織田信長之命與金森長近一同由美濃口攻入越前，於平定越前一向一揆之役中立功。 戰後，原長賴因功得到越前大野郡三分之一的領地，成為勝山城主，擁有兩萬石的領地，編入北陸軍團柴田勝家麾下，與前田利家、金森長近、佐佐成政、不破光治一同被稱之為越前五人眾，在勝家指揮下轉戰加賀、能登一帶。1579年，織田信長討平荒木村重的叛變後，亦起用原長賴擔任對村重一族處刑的職務。 
1582年，織田信長歿於本能寺之變後，原長賴依循信長舊制仍然臣屬於柴田勝家陣營，在賤岳之戰時擔任佐久間盛政的副將，共同先鋒奇襲秀吉軍的戰陣，在反被豐臣秀吉領軍突擊後，由於前田利家的退走，引起柴田軍總潰，戰後原長賴見勝家大勢已去，遂接受秀吉的策反，與德山秀現一起成為前田利家的家臣，並在1584年的末森城之戰力抗來犯的佐佐成政軍時立下戰功。 
1585年，原長賴被豐臣秀吉引為直屬大名，在伊勢得到三萬石封地，小田原征伐後移封三河，慶長三年時改封美濃太田山三萬石。 豐臣秀吉死後，在1600年爆發關原之戰，原長賴投身西軍並參與西軍在伊勢一帶的戰陣，攻打長島城，曾建議石田三成從伊勢對尾張清州城發動攻勢，但未被採納。在關原東西兩軍主力分出勝敗後，原長賴接獲西軍敗北的戰報後，往西國方向逃亡，最後在十月十三日自盡，享年五十七歲。